# Fabrique (Band)
Das Trio Fabrique aus Bocholt veröffentlichte 1987/88 zwei Singles bei Ariola. Eine davon, Trenchcoat Man, mit deutschem sowie teilweise englischem und französischem Text, wurde im Folgejahr mit neuem englischen Text unter dem Titel Secret Land einer der größten Hits von Sandra. An der Produktion war in beiden Fällen Hubert Kemmler beteiligt, der das Klavier-Intro komponierte und den Song später an Michael Cretu weiterempfahl.
Fabrique bestand aus den Musikern Uwe Gronau, Ansgar Üffink und Michael Höing, die sich von verschiedenen vorherigen Band-Projekten kannten.
Da sich sowohl Trenchcoat Man als auch die Nachfolge-Single Birds Cry nicht ausreichend verkauften, wurde von Ariola keine 
LP veröffentlicht. 
Die Bandmitglieder produzieren aber in Solo-Projekten teilweise erfolgreich weiter Musik, Üffink zum Beispiel mit Vargo, Uwe Gronau produzierte ab 1994 bislang vier Solo-Alben, drei im Eigenvertrieb.

## Mitglieder
- Uwe Gronau (* 1957 in Düsseldorf; † 21. November 2023) – Gesang
- Ansgar Üffink (* 9. Juli 1960) – Schlagzeug
- Michael Hermann Höing – Bass, Texter

## Diskografie (Singles)
- 1987: Trenchcoat Man
- 1988: Birds Cry